# Цзінлун яньюедао

Ґуань Юй з драконівським яньюедао

Цзінлу́н яньюеда́о або Драконівський яньюедао (кит.: 青龍偃月刀; піньїнь: qīnglóng yǎnyuèdāo, «лезо-півмісяць синього дракона») — різновид китайської древкової зброї дадао. Аналог європейської глефи. Інколи перекладається як китайська алебарда. Назва походить від кривого місяцеподібного леза, на якому зображено синього дракона. 
Була улюбленою зброєю китайського полководця і даоського божества Гуань Юя, через що інколи називається «Гуаньським мечем» (спрощ.: 关刀; кит. трад.: 關刀; піньїнь: guāndāo, гуаньдао). В китайському середньовічному романі «Трицарство» називається «холоднотілою пилою» (кит.: 冷艶鋸; піньїнь: lěngyànjù, лен'яньцзю). Згідно з романом важила 18 кг. Сучасна зброя важить від 2 до 10 кг.